# Titularbistum Capharnaum
Capharnaum (ital.: Cafarnao) war bis 1947 ein Titularbistum der römisch-katholischen Kirche. 
Es ging zurück auf einen untergegangenen Bischofssitz in der historischen Stadt Kafarnaum, am Ufer des See Genezareth, in Palästina, heute Israel. 
| Titularbischöfe von Capharnaum |                                             |                                                             |                    |                   |
| Nr.                            | Name                                        | Amt                                                         | von                | bis               |
| 1                              | Biagio de Vicari                            |                                                             | 15. November 1728  | 1733              |
| 2                              | Christoph Nebel                             | Weihbischof in Mainz (Deutschland)                          | 18. Dezember 1733  | 23. Mai 1769      |
| 3                              | Rudolf Joseph von Edling                    | Weihbischof in Gorizia (Görz) (Italien)                     | 20. November 1769  | 27. Februar 1774  |
| 4                              | Ermenold Piesport OSB                       | Weihbischof in Fulda (Deutschland)                          | 29. Januar 1776    | 8. Februar 1778   |
| 5                              | Karl Godefried Ritter von Rosenthal         | Weihbischof in Olmütz (Böhmen)                              | 1. März 1779       | 25. Mai 1800      |
| 6                              | Joseph Hieronymus Karl Freiherr von Kolborn | Weihbischof in Regensburg (Deutschland)                     | 17. November 1806  | 20. Mai 1816      |
| 7                              | Filippo Cammarota                           | Koadjutorerzbischof von Gaeta (Italien)                     | 28. September 1849 | 23. Juni 1854     |
| 8                              | Mariano Fernández Fortique                  | emeritierter Bischof von Santo Tomás de Guayana (Venezuela) | 18. August 1854    | 11. November 1866 |
| 9                              | Bernardino Trionfetti OFM Obs.              | emeritierter Bischof von Terracina (Italien)                | 27. Februar 1880   | 9. Januar 1884    |
| 10                             | Giovanni Battista Bertagne                  | Weihbischof in Turin (Italien)                              | 24. März 1884      | 1901              |
| 11                             | Gennaro Trama                               |                                                             | 16. Dezember 1901  | 10. Februar 1902  |
| 12                             | Luigi Piccardo                              | Weihbischof im Patriarchat von Jerusalem (Israel)           | 13. März 1902      | 3. Dezember 1917  |
| 13                             | Luigi Barlassina                            | Weihbischof im Patriarchat von Jerusalem (Israel)           | 9. August 1918     | 8. März 1920      |
| 14                             | Santos Ballesteros López OAR                | Apostolischer Vikar von Casanare (Kolumbien)                | 22. April 1920     | 3. Juli 1947      |